# Nhũ Sơn
Nhũ Sơn (tiếng Trung: 乳山市, Hán Việt: Nhũ Sơn thị) là một thành phố cấp huyện thuộc địa cấp thị Uy Hải, tỉnh Sơn Đông, Cộng hòa Nhân dân Trung Hoa. Thành phố này có diện tích 1668 km2, dân số năm 2001 là 600.000 người (2001). Thành phố Nhũ Sơn được chia thành các đơn vị hành chính gồm 1 nhai đạo và 14 trấn.